# Тарбагатайски район
Тарбагатайски район (на казахски: Тарбағатай ауданы) е съставна част на Източноказахстанска област, Казахстан, с обща площ 23 890 км2 и население 38 059 души (по приблизителна оценка към 1 януари 2020 г.). Етническия състав е следния: 98,7 % казахи, 1,1 % руснаци, 0,1 % татари, 0,1 % германци, и 0,1 % други националности (2009).
Административен център е село Аксуат.